# ZevenOS
 ZevenOS fue una distribución de Linux desarrollada en Alemania basada en Ubuntu y se centra en un rápido y fácil utilizar el sistema mientras que imitan la apariencia de BeOS. Se tiene la intención de trabajar también en portátiles y ordenadores de más edad con baja velocidad [] CPU [] y la memoria. La versión estable actual de ZevenOS es la versión 6.0 (31 de diciembre de 2014) y se basa en 14.04 versión LTS de Ubuntu
Además de las aplicaciones comunes, ZevenOS y Neptuno cuenta con una gran cantidad de multimedia herramientas y es adecuado para la reproducción de medios y la nave con un conjunto completo de códecs, así como el flashplayer.
Neptuno antiguo nombre ZevenOS-Neptuno se basa en Debian - "Estable". Se envía con un kernel actual, más conductores, y soporte de hardware moderno a diferencia ZevenOS implementa un moderno KDE 4 de escritorio con el tema y la configuración personalizada. Está optimizado para funcionar a partir de USB stick. La liberación de ZevenOS-Neptuno versión 2.0 y 2.5 disponible en dos ediciones - edición completa (con KDE SC) y edición Minimal (con LXDE).
Neptuno incluye una corriente de KDE Plasma Workspace, cromo, VLC, Amarok, LibreOffice etc.
Los ex-Neptuno ZevenOS "Minimal-Edition" para system-requisitos menores y menor iso <700 MB incluidos PCManFM, DeaDBeeF, Gnome - Mplayer (con Mplayer2), Abiword, Iceweasel y Icedove.
Desde la versión 3.0 de Neptuno es construido exclusivamente para las CPU de 64 bits La versión estable actual es Neptuno 4.1

## Versions
| Fecha      | Version de ZevenOS | Version de Ubuntu |
| ---------- | ------------------ | ----------------- |
| 2014-12-31 | ZevenOS 6.0        | Ubuntu 14.04 LTS  |
| 2012-12-05 | ZevenOS 5.0        | Ubuntu 12.10      |
| 2011-11-24 | ZevenOS 4.0        | Ubuntu 11.10      |
| 2010-11-14 | ZevenOS 3.0        | Ubuntu 10.10      |
| 2009-11-15 | ZevenOS 2.0        | Ubuntu 9.10       |
| 2009-02-28 | ZevenOS 1.1        | Ubuntu 8.10       |
| 2008-12-19 | ZevenOS 1.0        | Ubuntu 8.10       |

| Fecha      | Version de ZevenOS                  | Version de Debian |
| ---------- | ----------------------------------- | ----------------- |
| 2014-08-30 | Neptune 4.1 "It's all about you"*** | Stable 7.5 wheezy |
| 2014-06-25 | Neptune 4.0 "It's all about you"*** | Stable 7.5 wheezy |
| 2013-10-09 | Neptune 3.3 "Brotkasten"***         | Stable 7.2 wheezy |
| 2013-08-14 | Neptune 3.2 "Brotkasten"***         | Stable 7.1 wheezy |
| 2013-05-21 | Neptune 3.1 "Brotkasten"***         | Stable 7 wheezy   |
| 2013-03-26 | Neptune 3.0 "Brotkasten"***         | Stable 6 squeeze  |
| 2012-06-03 | Neptune 2.5 "fluid"**               | Testing 7 wheezy  |
| 2011-10-23 | ZevenOS-Neptune 2.0*                | Testing 7 wheezy  |
| 2011-04-29 | ZevenOS-Neptune 1.99                | Testing 7 wheezy  |
| 2010-12-07 | ZevenOS-Neptune 1.91                | Testing 6 squeeze |
| 2010-10-10 | ZevenOS-Neptune 1.9                 | Testing 6 squeeze |

ZevenOS-Neptune 2.0* con 2 ediciones: Neptune-"full" with KDE and Neptune-"minimal" with LXDE
Desde  Neptuno-2.5  ** - Suelte el nombre se cambia de "ZevenOS-Neptuno" para el nombre más corto "Neptuno" que difieren más de la distribución  ZevenOS 
 Neptuno 3.0  *** y las nuevas versiones se construyen para los ordenadores modernos de 64 bits.